# Hebe Camargo
Hebe Camargo (Taubaté, São Paulo, 8. ožujka 1929. – São Paulo, 29. rujna 2012.) je bila brazilska glumica i TV voditeljica.

## Vanjske poveznice
- Hebe Camargo u internetskoj bazi filmova IMDb-u (engl.)